# Дреггер, Альфред
Альфред Дреггер (нем. Alfred Dregger; 10 декабря 1920, Мюнстер — 29 июня 2002, Фульда) — немецкий консервативный политик, видный деятель ХДС/ХСС. В 1956—1970 — обер-бургомистр Фульды. В 1972—1998 — депутат бундестага, с 1982 по 1991 — председатель фракции ХДС/ХСС. Лидер наиболее правого, консервативно-националистического крыла ХДС.

## Офицер, юрист, бургомистр
Родился в семье директора издательства, женатого на крестьянке. Окончив среднюю школу в Верле, в 1939 был призван на службу в вермахт. В 1940 вступил в НСДАП. Участник Второй мировой войны, в звании капитана командовал батальоном. Военных преступлений Дреггер не совершал, к нацистским преступникам не причислялся.
В 1946—1953 изучал юриспруденцию и политологию в Тюбингенском и Марбургском университетах. Защитил докторскую диссертацию по хозяйственному праву. В 1954—1956 работал юрисконсультом Федерального союза германской промышленности и Союза немецких городов. Входил в совет директоров муниципальной энергетической компании Фульды. В 1956—1970 Альфред Дреггер являлся обер-бургомистром Фульды (на момент занятия должности — самый молодой в стране глава городской администрации).

## Консервативный политик

### «Дон Альфредо» ХДС
Альфред Дреггер — крупный политик ФРГ. Состоял в Христианско-демократическом союзе. С 1967 по 1982 возглавлял земельную партийную организацию Гессена. Период его председательства был отмечен значительным ростом влияния ХДС в регионе — от примерно четверти избирателей в конце 1960-х до почти половины в середине 1970-х.
На выборах 1972 Альфред Дреггер был впервые избран в бундестаг (до этого он 10 лет являлся депутатом ландтага Гессена). Состоял в правлении фракции ХДС. После выборов 1976 — заместитель председателя ХДС.
Альфред Дреггер был лидером наиболее правых консервативно-националистических сил ХДС. Его взгляды были близки к Христианско-социальному союзу. Во внутрипартийной борьбе в ХДС/ХСС Дреггер, как правило, выступал в альянсе с Францем Йозефом Штраусом.
За поражения ХДС/ХСС на выборах 1976 правое крыло партии возложило ответственность на Гельмута Коля (хотя в абсолютных цифрах результат был высоким и лишь незначительно уступал социал-либеральной коалиции). Была развёрнута кампания под лозунгом «Коль должен уйти!» Фактически её возглавлял Штраус, а «кандидатом Штрауса» на пост председателя ХДС являлся Дреггер. Партийное влияние Дреггера было столь значительным, что он получил от Коля прозвище Don Alfredo — Дон Альфредо.
В итоге Коль сохранил председательство, однако Штраус был выдвинут в канцлеры на выборах 1980. В случае победы Дреггеру отводился пост министра внутренних дел, но ХДС/ХСС снова уступил СДПГ-СвДП.

### Сторонник жёсткого курса
Взгляды Альфреда Дреггера отличались крайним антикоммунизмом. Он выступал за ужесточение внутренней политики, жёсткие ограничения на деятельность леворадикальных сил, решительную борьбу с левацким терроризмом. Он сыграл большую роль в принятии «закона о радикальных элементах», установившего запрет на госслужбу для лиц коммунистических и крайне левых взглядов. Был сторонником запрета компартии. Предлагал жёсткие антитеррористические меры, расширение полномочий полиции и спецслужб.
Именно Альфред Дреггер был автором предвыборного лозунга ХДС/ХСС «Свобода вместо социализма» в 1976 году (иногда лозунг звучал как «Свобода или социализм?» либо же в усложнённой форме «Из любви к Германии: свобода или/вместо социализма»).

Мало кто на протяжении десятилетий выступал против левых с такой ясностью и категоричностью, как Альфред Дреггер.

Фридрих Мерц, председатель фракции ХДС/ХСС в бундестаге, 2002

Во внешней политике Альфред Дреггер занимал последовательно антисоветскую позицию, был противником «разрядки» и Ostpolitik правительства Брандта—Шееля. Выступал за укрепление НАТО, критиковал Хельсинкские соглашения.

Если бы Конрад Аденауэр вёл себя так, как сейчас ведёт себя Гельмут Шмидт, мы бы уже наверняка были частью советской империи.

Альфред Дреггер

В то же время Дреггер с осторожностью относился к военным программам, был категорически против ядерного вооружения бундесвера. Он настаивал на отказе СССР от размещения ракет средней и малой дальности, одновременно предлагая Франции отказаться от своих ракетных программ. Такая позиция Дреггера обосновывалось заботой о безопасности ФРГ, которая, с его точки зрения, оказалась бы в фокусе ударов в случае ядерного конфликта.

## Национализм немецкого ветерана
Важное место в политическом дискурсе Дреггера занимало возрождение германских патриотических традиций, пропаганда исторических успехов, духовного единения, сильного государства. Крайний национал-консерватизм подчас граничил с оправданием военной политики нацистской Германии и в особенности вермахта. Дреггер считал развязывание Второй мировой войны в значительной степени «вынужденной самообороной». Он регулярно выступал против «очернения германской истории», призывал к «нормализации немецкого исторического сознания» — в противовес концепции «немецкой вины».

Германии пора выйти из тени Гитлера.

Альфред Дреггер

При этом факт своего членства в НСДАП Дреггер старался не афишировать.
Особенное неприятие с его стороны вызвала выставка «Преступления вермахта 1941—1944», которую он расценивал как «нападки на Германию». Дискуссия Дреггера на эту тему с представителями левых сил (в частности, с Йошкой Фишером) проходила на повышенных тонах и не привела к взаимопониманию. Высказывания Дреггера были восприняты как попытки оправдания национал-социализма. Это полемическое столкновение характеризовалось как непреодолимый конфликт поколений — «старого солдата с уличным борцом».
Дреггер агитировал за освобождение некоторых военных преступников. Весной 1985 Дреггер активно настаивал на посещении президентом США Рональдом Рейганом военного кладбища в Битбурге, места захоронения солдат вермахта и СС. 8 мая 1995 года, к 50-летию окончания Второй мировой войны, Дреггер подписал коллективное заявление, содержавшее исторические воззрения, характерные для европейского правого радикализма. Наиболее известными единомышленниками Дреггера в 1990-х выступали Йорг Хайдер, Герхард Фрай, Франц Шёнхубер.
Жёсткое идеологическое упорство Дреггера привело к конфликту с новой генерацией руководства ХДС/ХСС. С трудом его убедили отказаться от выдвижения своей кандидатуры бундестаг на выборах 1998.
Альфред Дреггер являлся последним представителем военного поколения в бундестаге ФРГ. Его консервативный национал-патриотизм в крайних проявлениях определялся позицией ветерана войны, считавшего себя хранителем национальной традиции.

## Семья
Брат Альфреда Дреггера пропал без вести на Восточном фронте.
Жена Альфреда Дреггера — Дагмар Дреггер — известный экономист. Сын Альфреда Дреггера — Буркард Дреггер — известный адвокат, один из руководителей ХДС в Берлине. Старший сын Альфреда Дреггера — Вольфганг Дреггер — погиб в 1972 году в ДТП.